# Obaga de Gallinova
L'Obaga de Gallinova és una obaga i una partida rural del terme municipal de Conca de Dalt, al Pallars Jussà, a l'antic terme d'Hortoneda de la Conca, en territori de l'antic poble d'Herba-savina.
Està situada al sud d'Herba-savina, en tot el vessant nord del Gallinova, a l'extrem occidental de la Serra de Carreu.
Consta de 215,8050 hectàrees de pastures, matolls i terres improductives.